# Inclusieve arbeidsmarkt
De inclusieve arbeidsmarkt is een arbeidsmarkt waarin iedereen kan meedoen. Dit kan bereikt worden door bedrijven die diverser recruteren of mensen met afstand tot de arbeidsmarkt die gesubsidieerd aan het werk kunnen.
Andersom is er ook de exclusieve arbeidsmarkt, waarbij groepen uitgesloten worden van de arbeidsmarkt. Redenen hiervoor zijn onder meer discriminatie, vergrijzing, digitalisering en flexibilisering van de arbeidsmarkt.